# Stuart
Stuart je priimek ali osebno ime več oseb:

## Priimek
- Stuarti, dinastija
- Alexander Stuart (več ljudi)
- Bruce Stuart, kanadski hokejist
- Hod Stuart, kanadski hokejist
- Kenneth Stuart, kanadski general

## Osebno ime
- Stuart Bingham, angleški igralec snookerja
- Stuart Blundel Rawlins, britanski general
- Stuart Greeves, britanski general
- Stuart Lewis-Evans, britanski dirkač Formule 1
- Stuart McCaffrey, škotski nogometaš
- Stuart Pettman, angleški igralec snookerja
- Stuart Reside, avstralski veslač
- Stuart Roosa, ameriški astronavt
- Stuart Sutcliffe, angleški slikar in glasbenik
- Stuart Young, angleški nogometaš